# Mrzezino
Mrzezino (kaszub. Mrzeżëno lub też Brzeżëno, niem. Bresin, łac. Merezina, inne nazwy: Mrzezin, Mneszyna, Mresyna) – wieś kaszubska w Polsce położona w województwie pomorskim, w powiecie puckim, w gminie Puck, na Kępie Puckiej i przy linii kolejowej nr 213 Reda-Hel, ze stacją Mrzezino.
Wieś królewska w starostwie puckim w powiecie puckim województwa pomorskiego w II połowie XVI wieku. W latach 1975–1998 miejscowość administracyjnie należała do województwa gdańskiego.

## Historia
Pierwsze wzmianki o Mrzezinie pochodzą z 1178 roku, kiedy w dokumencie fundacyjnym wieś nazywana jest Merezina.
W okresie średniowiecza wieś znana była m.in. z połowów łososi w pobliskiej rzece Reda.
Na terenie wsi w ubiegłym stuleciu znajdowano monety pochodzące z czasów cesarstwa rzymskiego (ok. V i VI wiek n.e.).
W Mrzezinie w 1939 i 1953 roku zostały znalezione ślady osadnictwa z wczesnej epoki żelaza, m.in. groby skrzynkowe. Odkryte przedmioty są przechowywane przez Muzeum Archeologiczne w Gdańsku.
W przekazie z 1776 roku podawany jest młyn wodny o konstrukcji szkieletowej, pochodzący z 2 poł. XVIII wieku.
Podczas zaboru pruskiego wieś nosiła nazwę niemiecką Bresin.
Podczas okupacji niemieckiej nazwa Bresin w 1942 została przez nazistowskich propagandystów niemieckich (w ramach szerokiej akcji odkaszubiania i odpolszczania nazw niemieckiego lebensraumu) zweryfikowana jako zbyt kaszubska i przemianowana na nowo wymyśloną i bardziej niemiecką – Brambusch.

## Położenie
Rozległa wielodrożnica, druga pod względem liczby mieszkańców wieś w gminie Puck (2494 osób na 2016 rok), położona około 2 km od Zatoki Puckiej, oraz na skraju wysoczyzny, w sąsiedztwie rezerwatu przyrody Beka (193ha).
Mrzezino położone jest na morenowym wzniesieniu Kępy Puckiej. Wieś usytuowana jest pomiędzy dwoma rzekami Gizdepką oraz Redą, w otoczeniu lasów i Zatoki Puckiej, sąsiaduje z gminą Kosakowo, Osłoninem, Połchowem, Smolnem oraz Żelistrzewem. Z Mrzezina roztacza się widok na zatokę Pucką, pradolinę Redy i kępę Oksywską.

## Infrastruktura
- Zespół Szkół, w skład którego wchodzą szkoła podstawowa oraz gimnazjum
- Rzymskokatolicka parafia św. Aniołów Stróżów
- Cmentarz katolicki
- Ochotnicza Straż Pożarna
- Klub Sportowy Start Mrzezino

## Atrakcje
Atrakcje Mrzezina to:

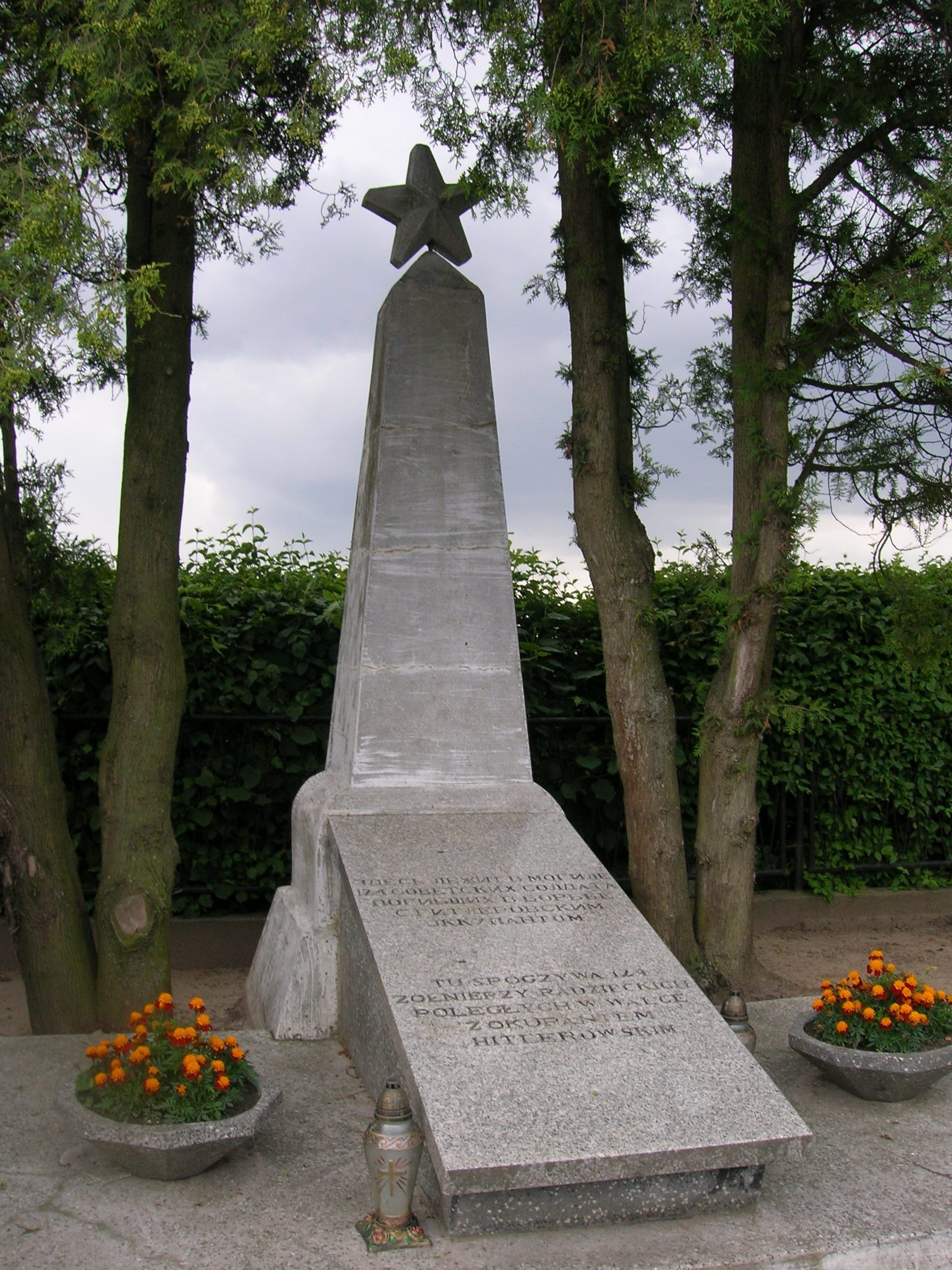
Pomnik na cmentarzu wojennym żołnierzy radzieckich i niemieckich w Mrzezinie

- Kościół św. Aniołów Stróżów z lat 30. XX wieku
- Dwie kapliczki
- Miejsca widokowe na Pradolinę Redy, Kępę Oksywską i Zatokę Pucką
- Przy wjeździe od strony rezerwatu zlokalizowany jest pomnik oraz cmentarz żołnierzy niemieckich i radzieckich poległych na tych terenach w walkach podczas II wojny światowej.
- Przy południowych wiatrach na stokach Mrzezina można obserwować ćwiczących paralotniarzy[12].

## Komunikacja
- Stacja PKP Mrzezino położona na trasie linii kolejowej nr 213: Gdynia – Hel
- Linia autobusowa PKS Gdynia numer 656: Rumia Dworzec/Reda Dworzec PKP – Puck.
- Linia autobusowa PKS Gdynia nr 667- Puck- POGÓRZE przez Mrzezino
- Linia autobusowa PKS Gdynia nr 654-Reda PKP- przez Mrzezino, Puck- HEL

## Szlaki turystyczne
Wieś leży na szlaku licznych pieszych i rowerowych tras turystycznych łączących Puck i Mierzeję Helską z Trójmiastem oraz Rumią i Redą.
Niebieski szlak – Krawędzią Kępy Puckiej – Trasa 33,2 km:
Wejherowo – Reda – Rekowo – Połchowo – Podole – Mrzezino – Mostowe Błota – Osłonino – Rzucewo – Rozgard – Puck